# Saare (Piirissaare)
Pour les articles homonymes, voir Saare.
Saare est un village de la commune de Piirissaare du comté de Tartu en Estonie.
Au 31 décembre 2011, il compte 11 habitants.